# Сахарный (Волгоградская область)
Сахарный — хутор в Среднеахтубинском районе Волгоградской области России.
Входит в состав Фрунзенского сельского поселения.

## География

### Улицы
| - ул. Возрождения - ул. Дорожная - ул. Красные зори - ул. Лесная - ул. Набережная | - ул. Приозерная - ул. Радужная - ул. Революции - ул. Тенистая - ул. Центральная |

## Население
| 2010 |
| ---- |
| 169  |